# Fortăreața Brest

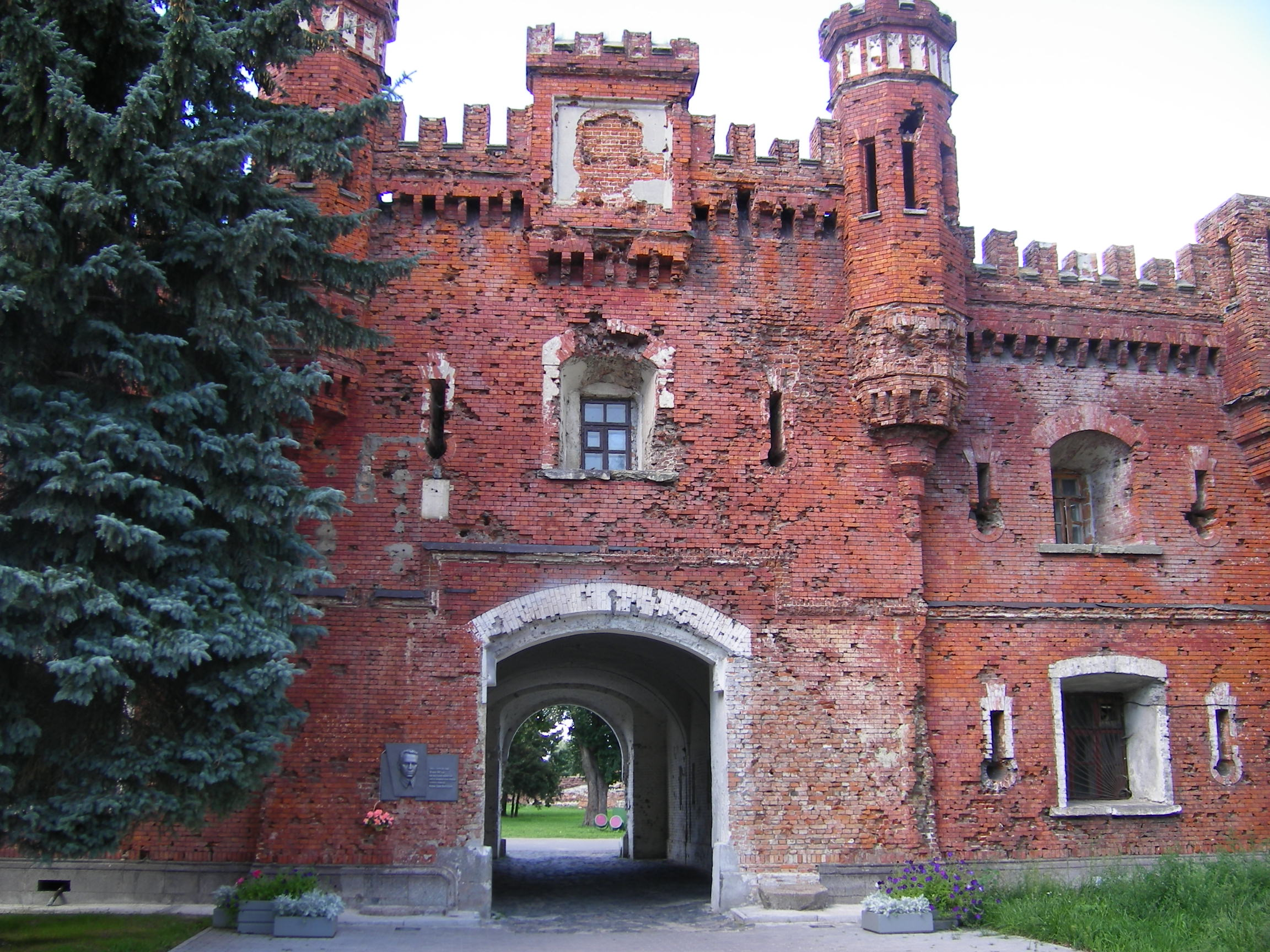
Fortăreața Brest

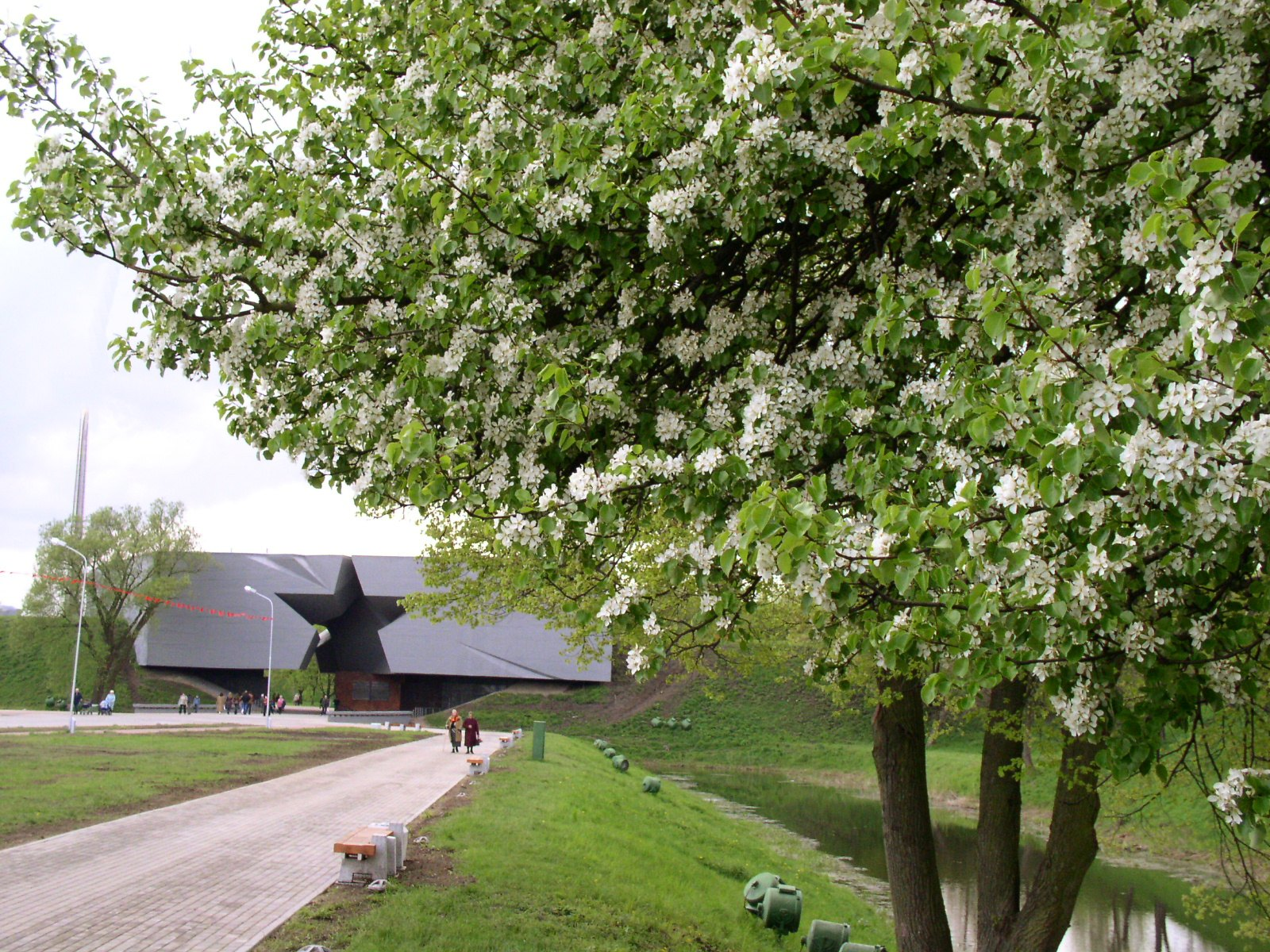
Intrarea principală la Memorialul Războiului

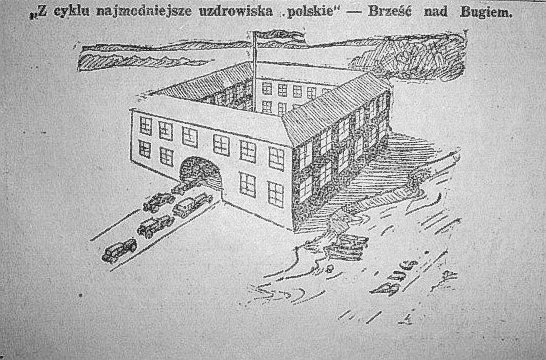
Desen satiric din ziarul Hasło Łódzkie, (5 octombrie 1930). Textul explicativ: „Din seria: 'Cele mai populare orașe balneare poloneze - Brest-pe-Bug”. Textul face referire la Procesele de la Brest și la alegerile din 1930, când o serie de politicieni ai Coaliției de Centru-Stânga (Centrolew) au fost închiși în Fortăreața Brest.

Fortăreața Brest (în limbile belarusă: Брэсцкая крэпасць (Bresțkaia krepasți), rusă: Брестская крепость (Bresțkaia kreposti), poloneză: Twierdza brzeska), cunoscută și ca Frotăreața Brest-Litovsk, este o fortăreată rusă construită în secolul al XIX-lea din Brest, Belarus. Este unul dintre cele mai importante monumente de război sovietice ale celei de-a doua conflagrații mondiale, care comemorează rezistența sovietică împotriva inaziei naziste declanșate pe 22 iunie 1941. În 1965, fortăreței i-a fost acordat titlul onorific  „Erou”, (echivalentul titlului Oraș Erou, acordat unui număr de 12 locații), pentru rezistența îndârjită opusă atacanților naziști în primele săptămâni ale războiului germano-sovietic. În momentul atacului german, fortăreața era parte a Belarusiei sovietice. 

## Istoric
Fortăreața a  fost inițial cea mai mare construcție de acest tip a Imperiului Rus din secolul al XIX-lea. A fost construită la confluența râurilor Muhaveț și Bug. Fortăreața are o suprafață totală de 48 km2. Planurile inițiale au fost concepute de generalul rus K.I.Opperman în 1830, iar prima fază a construcției a durat din 1836 până în 1842. Fortificațiile au fost modernizate și extinse continuu de-a lungul secolului al XIX-lea, fiindu-i adăugate forturi și ziduri defensive. Ultimele lucrări de consolidare și modernizare au aut loc în anul 1914, la începutul primei conflagrații mondiale, ajungându-se ca zona fortificată să aingă la 30 km în diametru. 
Fortăreața a fost ocupată de armata germană în august 1915, după abandonarea ei de către armata imperială rusă în timpul retragerii generale din Polonia din vară. Fortăreața și-a schimbat de două ori ocupanții în timpul războiului polono-sovietic, pentru ca la sfârșitul conflictului să rămână în stăpânirea polonezilor. Noile granițe polono-sovietice au fost stabilite prin  Tratatul de la Riga din  1921. Fortăreața a căpătat o tristă faimă în 1930, când a fost folosită pentru încarcerarea politicienilor coaliției Centrolew condamnați în cadrul Proceselor de la Brest. În timpul atacului nazist din 1939, fortăreața a fost apărată timp de patru zile de mica garnizoană poloneză (patru batalioane de infanterie și două tancuri) comandată de generalul Konstanty Plisowski. Copleșită  de atacul Corpului XIX Panzer al generalului Heinz Guderian, garnizoana sa poloneză s-a retras la spre sud pe 17 septembrie. 
Germanii au predat fortăreața pe 17 septembrie Armatei Roșii și s-au retras la vest de Bug. 
În vara anului 1941, fortăreața a fost apărată sovietici împotriva  Wehrmacht în primele cinci zile ale Operațiunii Barbarossa. Apărarea eroică a garnizoanei sovietice a devenit un simbol al rezistenței împotriva invadatorului german, alături de alte lupte precum cele de la bătălia de la Stalingrad și Kursk.

## Amplasarea

Fortăreața Brest în iunie 1941. 1. Fortificația Kobrin, 2. Fortificația Volinskoie, 3. Fortificația Terespol

Fortăreața Brest a păstrat planul original în formă de stea de la începutul secolui al XIX-lea. Citadela a fost construită pe insula centrală formată de Bug și cele două brațe ale Muhavețului. Insula a fost înconjurată de o cazarmă cu două etaje, întărite de patru turnuri. Cazarma circulară cu 500 de camere, destinată cazării a 12.000 de soldați, a fost construită din cărămizi roșii de mare rezistență. Intrarea în citadelă se făcea inițial prin patru porți. Cum cea mai mare parte a cazarmei este ruinată în zilele noastre, în zilele noastre mai pot fi văzute doar porțile Holm și Teraspol. 
Apărarea citadelei era asigurată de 3 fortificații construite de-a lungul brațelor râului Muhaveț, apărate șanțuri și metereze din pământ de 10 metri înălțime, cu cazemate din cărămidă. Cele trei fortificații primiseră numele a două orașe  Kobrin din Belarus și Terespol din Polonia și a regiunii Volânia. Fortificația Kobrin plasată în nord-est era cea mai mare dintre cele trei. Ea avea formă de potcoavă, avea patru ziduri de apărare, trei turnuri de apărare solitare și trei redute. Fortificația Terespol, aflată la apus, avea patru turnuri separate de apărare. Fortificația Volânia avea două randuri lucrări genistice cu două redute.
În jurul vechii citadele a fost construit mai târziu un cerc de forturi. Granița posbelică polono-sovietică trece în zilele noastre prin zona vechii fortărețe, iar multe dintre construcțiile acesteia se află acum pe teritoriul Poloniei, în dreptul orașului Terespol.

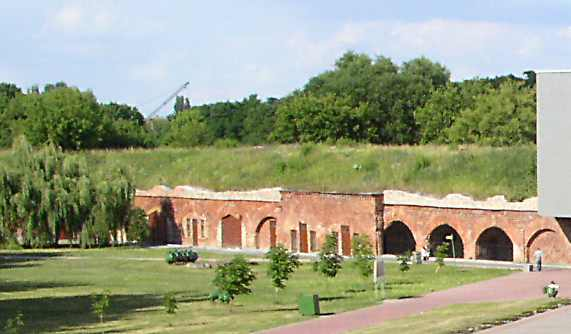
Fortificația Kobrin în dreptul intrării în Memorialul de Război contemporan

## Statutul de monument UNESCO
Pe 30 ianuarie 2004, situl a fost adăugat pe lista de propuneri pentru Locuri din Patrimoniul Mondial UNESCO

## Vedeți și:
- Bătălia de la Brześć Litewski (1939)
- Apărarea Fortăreței Brest (1941)

## Resurse internet
- Pagina oficială a Memorialului Fortăreție Erou Brest Arhivat în 14 ianuarie 2018, la Wayback Machine.
- UNESCO Tentative List -  Belarus
- Fotografii aeriene ale Fortăreți Brest din iunie 1940 Arhivat în 4 martie 2016, la Wayback Machine.
- Jurkau kutoczak — Юркаў куточак — Yury's Corner. Фартэцыя ў Берасьці 1836-1842 гг. Arhivat în 14 ianuarie 2018, la Wayback Machine.
- Brest Fortress, Memorial complex "Brest Hero Fortress" (Brest)

- Fortăreața princpală 52°04′59″N 23°39′15″E / 52.082961°N 23.654251°E
- Forturile exterioare
  - 52°02′51″N 23°40′25″E / 52.047516°N 23.673477°E
  - 52°02′46″N 23°37′07″E / 52.046090°N 23.618588°E
  - 52°04′49″N 23°35′45″E / 52.080172°N 23.595747°E
  - 52°03′52″N 23°32′58″E / 52.064457°N 23.549516°E
  - 52°02′36″N 23°33′15″E / 52.043306°N 23.554097°E
  - 52°01′10″N 23°36′14″E / 52.019365°N 23.603868°E